# Paolo Berizzi
Paolo Berizzi (Bergamo, 11 agosto 1972) è un giornalista e saggista italiano, inviato speciale del quotidiano la Repubblica, dove lavora dal 2000.
È conosciuto soprattutto per le sue inchieste sul neofascismo.

## Biografia
Si laurea in filosofia all’Università degli Studi di Milano. Inizia l’attività giornalistica a 17 anni, durante gli studi liceali. Negli anni 90 ha scritto per Il Borghese.
È giornalista professionista dal 2000, anno in cui, dopo numerose esperienze in altre testate giornalistiche e radiofoniche, viene assunto a la Repubblica, giornale dove lavora tuttora e per il quale dal 2009 è inviato speciale. Scrive di cronaca e politica ed è autore di numerose inchieste, interviste esclusive e scoop che gli hanno valso premi e riconoscimenti in Italia e all'estero. Per il quotidiano romano si è occupato a lungo, tra i vari temi, di contraffazione e sofisticazione alimentare, lavoro nero e caporalato, terrorismo di matrice islamica, criminalità organizzata, devianza giovanile, droga, narcotraffico. Ma è conosciuto soprattutto per il suo quasi ventennale lavoro di indagine sul neofascismo.
In seguito alle minacce di morte e agli atti intimidatori ricevuti da gruppi neofascisti, dal 1º febbraio 2019 vive sotto scorta.

## Televisione
Partecipa da anni, come ospite, a programmi televisivi (Otto e mezzo, Tagadà, In onda, Linea notte, Matrix, Piazzapulita, Sky TG24, Fuori-TG3, Le storie - Diario italiano, Quelli che il calcio, Il rosso e il nero, Mi manda Rai3, Apprescindere, Codice a barre, Cominciamo bene) e radiofonici (Radio Rai, emittenti private nazionali).

## Progetti
È ideatore e promotore, nel 2013, del progetto "Tira Dritto - STOP cocaina"(in collaborazione con il Dipartimento politiche antidroga della Presidenza del Consiglio dei Ministri), campagna itinerante di prevenzione e sensibilizzazione lanciata direttamente nei fortini dello spaccio di cocaina. L'iniziativa  – seguita dai più importanti media italiani - è basata sul format innovativo del "talkstreet", un dibattito pubblico "di strada" che usa come arma la parola e mira a restituire alla legalità, simbolicamente, per un giorno, quegli angoli di aree urbane roccaforti dei signori della droga. A "Tiradritto" hanno aderito numerosi testimonial del mondo della cultura, dell’arte, dello sport, dello spettacolo, tra cui Roberto Saviano, Roberto Bolle, Carlo Verdone, Kasia Smutniak, Ascanio Celestini e Pierfrancesco Favino.

## Controversie
Il 25 luglio 2016, il Consiglio di disciplina territoriale dell’O.D.G. della Lombardia, ha sanzionato Berizzi per la violazione dell'art. 2 L. 69/1963 e art. 1 del Testo unico dei doveri del giornalista. L'articolo di Berizzi a cui si fa riferimento, Il bimbo di quattro anni che fa il saluto fascista: i genitori lo correggano o lo cacceremo dall’asilo, è stato pubblicato su la Repubblica il 12 maggio 2015. Nel testo della sanzione si legge che "Paolo Berizzi non è riuscito a convincere questo Collegio di avere fatto tutto quanto è richiesto ad un cronista diligente per verificare una notizia prima di pubblicarla. Egli, di fatto, si è basato sulle dichiarazioni rilasciate da una sola persona, dichiarazioni che non hanno avuto alcun tipo di riscontro".
A causa delle tematiche trattate nei suoi libri, dalla fine degli anni 2010 il giornalista ha sollevato molteplici accuse e polemiche contro la provincia di Verona. Il 24 agosto 2020, a seguito di un nubifragio abbattutosi sulla città, scrisse un tweet in cui espresse solidarietà e aggiunse che tale disastro era dovuto al karma verso i cittadini, da lui ritenuti tutti nazifascisti; si scatenò una bufera e Berizzi fu costretto a cancellare il tweet. A seguito di ciò, Vittorio Feltri, pur non condividendo le parole di Berizzi, ha difeso pubblicamente il giornalista dalla richiesta di farlo espellere dall'ordine professionale, specificando di averlo assunto a Libero per via della sua bravura e della sua amicizia con il padre, aggiungendo che "al massimo Paolo merita un vaff***lo in puro stile Grillo, mentre invocare punizioni esemplari nei suoi confronti è una operazione di sapore appunto fascista".
Il 30 novembre, dopo la morte di Diego Armando Maradona, Berizzi scrisse:
[Per non dimenticare] #AD10S #maradona10»
Successivamente il giornalista fu insultato su Instagram dall'ex calciatore scaligero Michele Cossato, che si sfogò dicendo:
Lo stesso Cossato definì Berizzi un "razzista e odiatore di serie", il quale, a sua volta, rispose al calciatore affermando che la tifoseria scaligera lo avrebbe fatto diventare un soggetto irascibile. Il giornalista sporse quindi denuncia, ma alla fine Cossato ebbe la meglio e fu prosciolto.
Il 26 gennaio 2022, nella sua rubrica su La Repubblica, Pietre, il giornalista riportò la notizia di un volantino distribuito a Verona che pubblicizzava l'imminente apertura di una non meglio precisata "palestra di Fascismo" dal nome "Arcobaleno Nero". Sulla vicenda si attivò la Digos, ma Il volantino si rivelò presto essere un annuncio falso.

### Boicottaggi
Nel 2021, il giornalista pubblicò il libro-inchiesta È gradita la camicia nera. Verona, la città laboratorio dell'estrema destra tra l'Italia e l'Europa, in cui, tra i vari argomenti parla anche di condotta e schieramento della curva veronese. Tale libro subì diversi boicottaggi.
Il giornalista incontrò parecchie difficoltà a trovare una sala a Verona per presentarlo e si vociferò che il Comune gli avrebbe negato qualsiasi possibilità di presentare il libro, ma la stampa locale dichiarò che avrebbe dovuto semplicemente farne richiesta. Infatti, il 14 gennaio 2022 lo poté presentare in una sala assieme a Maurizio Landini.

## Opere
- Il mio piede destro. La vera storia di Antonio Cassano, campione fuori, con Dario Cresto-Dina, Dalai Editore, 2005, ISBN 978-8884907394.
- Morte a 3 euro: nuovi schiavi nell'Italia del lavoro, Baldini Castoldi Dalai, 2008, ISBN 8860732832.
- Bande nere., Bompiani, 8845262472, ISBN 8845262472.
- La Bamba, con Antonello Zappadu, Dalai Editore, 2012, ISBN 8860739276.
- NazItalia. Viaggio in un paese che si è riscoperto fascista, Baldini+Castoldi, 2018.
- L'educazione di un fascista, Feltrinelli, 2020, ISBN 9788807173721.
- È gradita la camicia nera. Verona, la città laboratorio dell'estrema destra tra l'Italia e l'Europa, Rizzoli, 2021, ISBN 9788817158794.
- Il ritorno della Bestia. Come questo governo ha risvegliato il peggio dell'Italia, Rizzoli, 2024, ISBN 8817184691.